# フッ素樹脂塗装
フッ素樹脂塗装（フッそじゅしとそう）とは、フッ素樹脂の技術を応用した塗装である。
世界で初採用されたのは1988年（昭和63年）に登場した日産・ローレルである（メーカー呼称は「スーパーファインコーティング（SFC）」）。また、この技術は建築にも用いられ、明石大橋などの橋梁などに採用されている。

## 概要
アクリルウレタン塗料は約5年、アクリルシリコン塗料は約10年で光沢が約20%も減少してしまう。
それに比べてフッ素樹脂塗料は施工後20年経っても90%の光沢が保持されているという。
その効能として、はっ水性能や耐候性能をよりいっそう高め、洗車の際のブラシや砂塵などで生じやすいヘアスクラッチや薬品や日光等によるシミの発生を防ぐなどが挙げられる。
他の塗料と比べると高価な塗料ではあるが、耐久性・意匠性などの面から、長期的に考えれば経済的な塗料といわれている。

## 展開
日産・ローレルに採用された後も改良を重ねられ、「スーパーファインコーティング（SFC）」から「スーパーファインハードコート（SFHC）」に進化、順次日産の高級車を中心に採用車種が拡大された。
一時期はセフィーロ、パオ、ラシーン、シルビア、プレジデント、プリメーラ、サニー、プレセアなどのさまざまな車種に展開され、近年ではティアナやスカイラインにも採用されていた。しかし、近年の塗装技術が向上したことやコスト削減のあおりを受けて、順次オプションから外されていった。
2008年現在、プレジデント、スカイラインクーペに採用されているだけとなっている。
廃止した代わりとして日産では「5Years Coat」というガラス系コーティングを、ディーラーオプションで用意している。